# Skomack Wielki
Skomack Wielki (niem. do 1938 Skomatzko, od 1938 Dippelsee) – wieś w Polsce położona w województwie warmińsko-mazurskim, w powiecie ełckim, w gminie Stare Juchy.

## Postacie związane ze Skomackiem Wielkim
- Skomand (Skumand) - wódz jaćwieskiego plemienia Sudawów
- Michał Kajka (1858–1940) – poeta mazurski, urodzony w Skomacku Wielkim

## Historia
Na zachód od wsi zachowały się pozostałości grodziska Jaćwingów, którzy mieli tu jeden ze swoich grodów zabezpieczających ich kraj od zachodu.
Wieś powstała w 1499 roku. Rudolf von Tippelskirchen, komtur ryński, nadał 30 listopada 1499 roku Janowi Grabnikowi 68 włók na prawie chełmińskim celem założenia wsi czynszowej Skomack (Skomantken) nad jeziorami Czarne, Tałto, Milusze i Druglin. Nazwa wywodzi się od imienia wodza Jaćwingów Skomanda, który po klęsce Jaćwieży przeszedł na służbę do Krzyżaków. W 1517 roku istniały tam dwie karczmy i młyn, w 1525 potwierdzono przywilej założycielski. Spis z 1539 wykazał zamieszkiwanie wsi wyłącznie przez ludność polską. W 1938 zmieniono nazwę miejscowości na Dippelsee. W 1939 roku wieś liczyła 815 mieszkańców.
W latach 1954-1972 wieś była siedzibą gromady Skomack Wielki, następnie do 30 czerwca 1976 roku siedzibą gminy Różyńsk. W latach 1975–1998 miejscowość administracyjnie należała do województwa suwalskiego.

## Turystyka
We wsi znajduje się zabytkowy magazyn z polnego kamienia przy głównej drodze, który stanowi część zabudowań folwarczno parkowych z okolic XIX wieku. Budynek byłej szkoły, który stanowił niegdyś dwór. Kawałek dalej ukryte w zaroślach ruiny krochmalni. Ze względu na atrakcyjne położenie nad dwoma jeziorami Orzysz i Mleczówka Duża wieś stała się miejscem wypoczynku turystów.